# Kuckucke (Gattung)

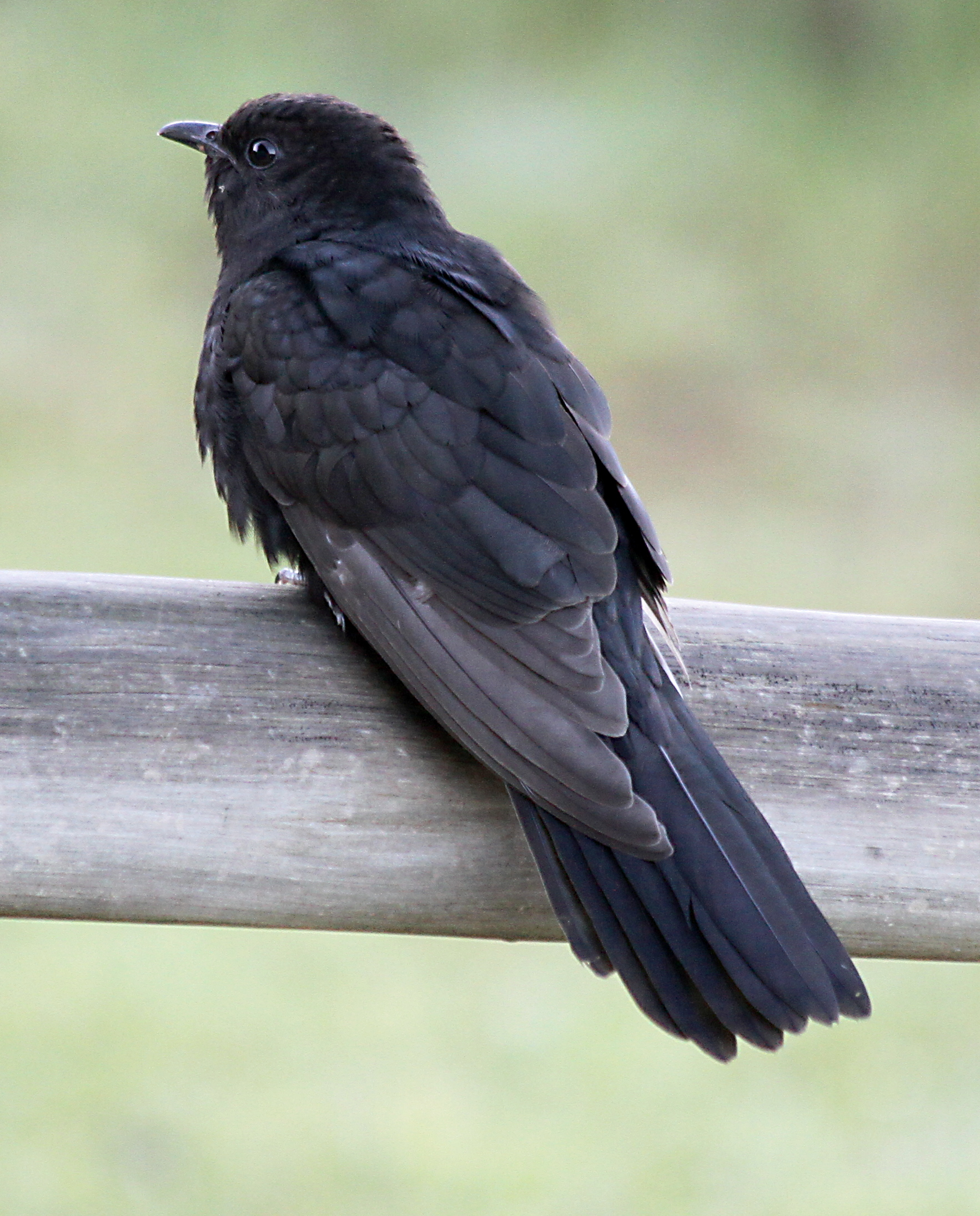
Schwarzkuckuck

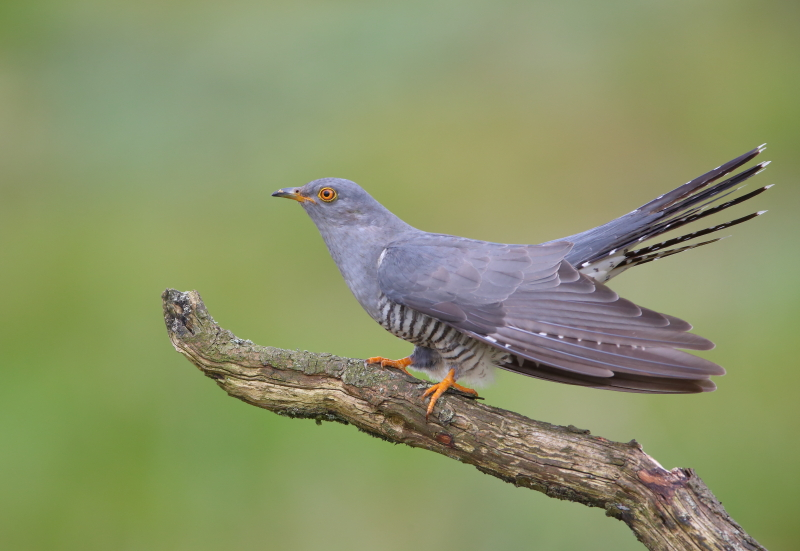
Kuckuck

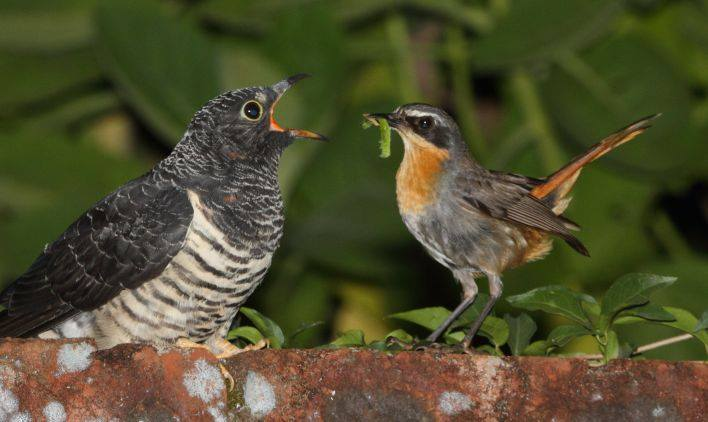
Jungvogel des Einsiedlerkuckucks wird von einem Kaprötel gefüttert.

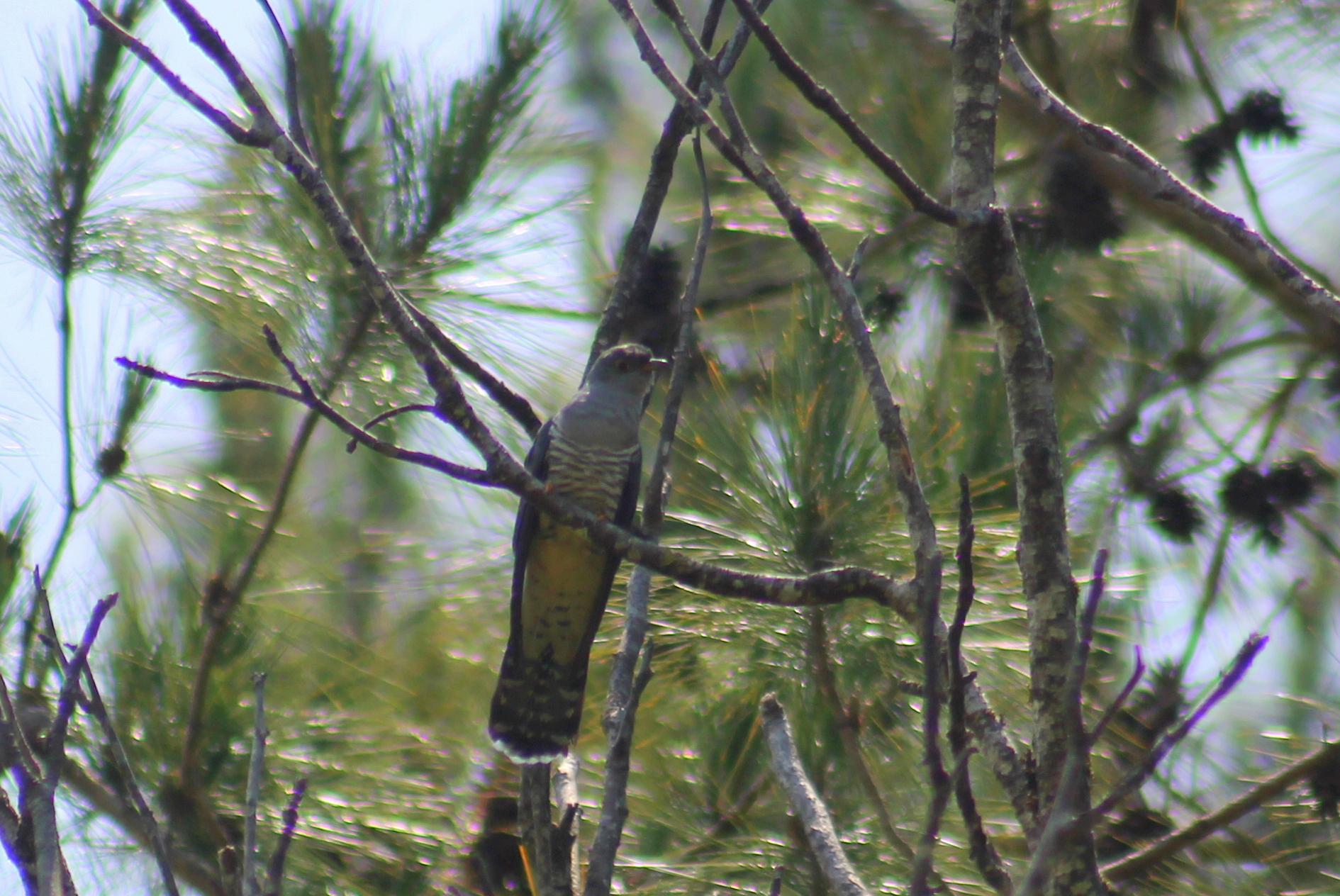
Madagaskarkuckuck

Die Kuckucke (Cuculus) sind eine Gattung in der gleichnamigen Familie, zu der zehn Arten gehören. Ihr Verbreitungsgebiet ist Afrika, Europa und Asien. In Mitteleuropa ist die Gattung durch den Kuckuck vertreten. Einige der Arten sind ausgeprägte Zugvögel.
Alle Arten sind obligate Brutschmarotzer, die ihren Nachwuchs von Wirtsvögeln groß ziehen lassen. Der Brutparasitismus des Kuckucks war bereits Aristoteles bekannt, für die weiteren Arten innerhalb der Gattung wurde dies erst im 19. und 20. Jahrhundert festgestellt.
Die Bestandssituation aller Arten inklusive der nur endemisch auf Inseln vorkommenden wird mit LC (=least concern – nicht gefährdet) angegeben.

## Merkmale
Die Männchen der Kuckucke sind auf der Körperoberseite grau, graublau oder graubraun bis schwarz und sind auf der Körperunterseite gewöhnlich weißlich mit einer dunklen Sperberung. Die dunkelste Art ist der Schwarzkuckuck, der auf der Körperoberseite glänzend schwarz und schwarzbraun ist und auf der Körperunterseite dicht rot bis schwarzbraun quergebändert ist. Rötlich braunes Gefieder auf der Körperoberseite kommen nur bei weiblichen Farbmorphen des Gackelkuckucks und des Hopfkuckucks vor. Der Geschlechtsdimorphismus ist bei dieser Gattung jedoch sonst nur in geringem Maße vorhanden. Die Flügel sind bei den meisten Arten spitz zulaufend.
Die kleinste Art ist mit einer Körperlänge von 25 Zentimeter der Gackelkuckuck. Die drei größten Arten sind mit einer Körperlänge von 32 bis 34 Zentimeter der Kuckuck, der Hopfkuckuck und der Kurzflügelkuckuck. Die Flügel sind bei den meisten Arten spitz zulaufend.

## Verbreitungsgebiet
Die kleinsten Verbreitungsgebiete innerhalb der Gattung haben der Minahassakuckuck und der Sundakuckuck. Der Minahassakuckuck kommt ausschließlich auf Sulawesi vor, der Sundakuckuck ist auf mehreren Inseln des Malaiischen Archipels verbreitet. Der Madagaskarkuckuck brütet ausschließlich auf Madagaskar. Bis auf wenige auf der Insel verbleibende Individuen ist er von April bis September jedoch im Osten des afrikanischen Kontinents zu beobachten.
Der Schwarzkuckuck und der Afrikanerkuckuck sind in ihrem Verbreitungsgebiet auf Subsahara-Afrika begrenzt. Sie sind in Teilen ihres Verbreitungsgebietes Standvögel, in einem weit größeren Teil folgen sie jedoch der Regenzeit.
Kuckucke mit ausgesprochen großem Verbreitungsgebiet sind Kuckuck, Hopfkuckuck und Gackelkuckuck. Der Kuckuck ist die Art mit dem größten Verbreitungsgebiet und kommt in Eurasien von Westeuropa und Nordafrika bis Kamtschatka und Japan vor. Er ist ein Langstreckenzieher, der in Afrika südlich des Äquators überwintert. Das Verbreitungsgebiet des Hopfkuckucks überlappt sich weitgehend mit dem des Kuckucks, allerdings fehlt er in Westeuropa. Seine Überwinterungsgebiete liegen in Südostasien. Der Gackelkuckuck kommt vom Osten Afghanistans über den Südosten Chinas bis in den Norden von Japan vor. Teile der Population ziehen während des Winterhalbjahrs über den Indischen Ozean bis in den Osten Afrikas.

## Lebensweise
In der Ernährung der Kuckucke spielen behaarte Raupen eine große Rolle – diese werden in der Regel von anderen Vogelarten gemieden. Sie fressen darüber hinaus eine Reihe anderer Insekten wie Käfer und Heuschrecken sowie teilweise auch Eier und Nestlinge der von ihnen parasitierten Vogelarten. Die Wirtsvogelarten, die erfolgreich Nestlinge der Kuckucke großziehen, sind grundsätzlich ebenfalls Insektenfresser. Der Kaprötel, der in Südafrika ein häufiger Wirtsvogel des Einsiedlerkuckucks ist, füttert dessen Nestlinge auch mit stark behaarten Raupen, die normalerweise kein Bestandteil seiner Nahrung sind. Auch wenn es für den eurasischen Kuckuck immer wieder Nachweise von Eier in Nestern von Vogelarten gibt, die von Samen leben, gibt es keine Nachweise dafür, dass nicht-insektenfressende Sperlingsvögel in Europa erfolgreich Jungvögel des Kuckucks aufgezogen haben. Solche Eiablagen sind nach den Feldstudien von Edgar Chance darauf zurückzuführen, dass ein Kuckucksweibchen zwar legebereit ist, aber keine Nester bevorzugter Wirtsvogelarten zur Verfügung stehen.
Bei den Kuckucken finden sich eine Reihe von Anpassungen, die ihnen die erfolgreiche Eiablage ermöglichen. Dazu gehört eine heimliche Annäherung an das Nest und eine schnelle Ablage eines einzelnen Eis. Für den Kuckuck ist nachgewiesen, dass die Weibchen des Kuckucks lediglich 10 Sekunden benötigen, um ihr Ei abzulegen. Daneben kommt es bei Kuckucken zur sogenannten Eiermimikry: Das Kuckucksei ist in Größe und Farbe einer präferierten Wirtsvogelart angepasst. Dies mindert das Risiko, dass die parasitierte Art das fremde Ei im Gelege entdeckt und entfernt oder anpickt. Diese wirtsspezifische Anpassungsleistung wird nach jetziger Wissensstand über weibliche Linien vererbt. Belegt ist dies für den besonders gut untersuchten Kuckuck: Die Weibchen besitzen auf ihren W-Geschlechtschromosomen (wie bei anderen Vögeln besitzen Weibchen ZW-Chromosomen, Männchen ZZ-Chromosomen) sowohl die Präferenz für eine bestimmte Wirtsvogelart (z. B. den Gartenrotschwanz mit bläulichem Gelege) sowie die Färbung (bläulich) und Musterung (uniform) des Eies. Die Männchen des Kuckucks tragen dagegen keine genetische Information bezüglich Eifarbe, Musterung und Wirtsart. Für den Einsiedlerkuckuck geht Erhitzøe von zwei bis acht unterschiedlichen wirtsspezifischen Linien aus.
Die Nestlinge der Cuculus-Arten schlüpfen nach einer Brutdauer, die gewöhnlich kürzer als die der Wirtsvogelarten ist. Die Nestlinge sind bei Schlupf nackt und blind. Noch während der ersten Lebenstage und in der Regel bevor sich die Augen geöffnet haben, werfen sie durch schaufelnde Bewegungen im Nest die Eier und die Nestlinge der Wirtseltern aus dem Nest.

## Arten
Folgende Arten zählen zu der Gattung:
- Schwarzkuckuck (Cuculus clamosus)
- Einsiedlerkuckuck (Cuculus solitarius)
- Gackelkuckuck (Cuculus poliocephalus)
- Minahassakuckuck (Cuculus crassirostris)
- Kurzflügelkuckuck (Cuculus micropterus)
- Madagaskarkuckuck (Cuculus rochii)
- Afrikanerkuckuck (Cuculus gularis)
- Hopfkuckuck (Cuculus saturatus)
- Sundakuckuck (Cuculus lepidus)
- Kuckuck (Cuculus canorus)

Der Blasskuckuck (Heteroscenes pallidus) wird nicht mehr zu der Gattung Cuculus gerechnet, sondern in eine eigene, monotypische Gattung gestellt.

## Kuckucke und Mensch

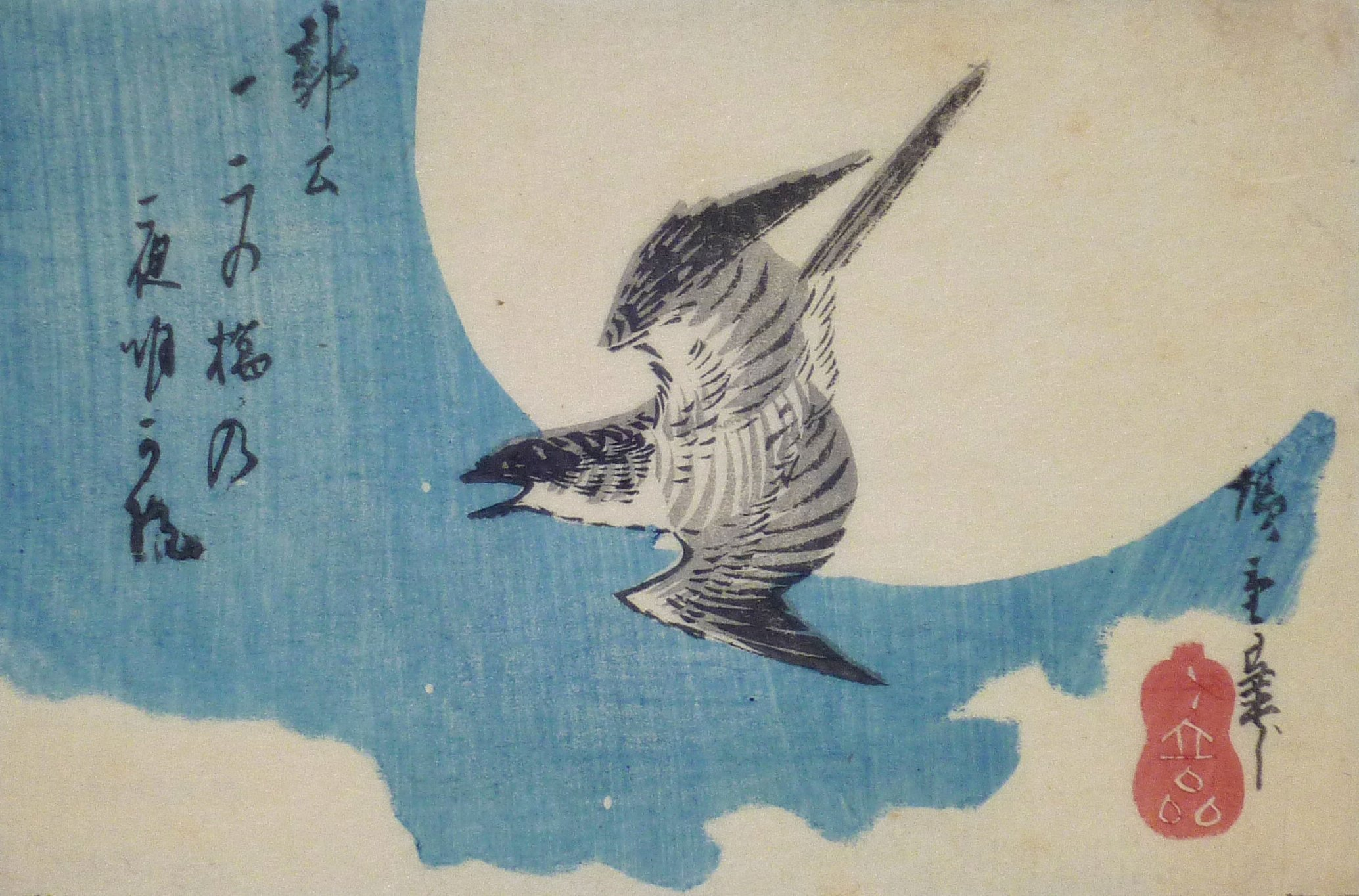
Utagawa Hiroshige: Gackelkuckuck, 1830

Kuckucke zählen wegen ihres Brutverhalten und ihren auffälligen Rufen zu den Vogelarten, die in der menschlichen Vorstellungswelt eine besondere Rolle einnehmen. In der griechischen Mythologie ist der Kuckuck ein Attribut der Hera. Wegen seines Brutparasitismus ist der Kuckuck außerdem in vielfältiger Weise verknüpft mit sexueller Untreue. In der deutschen Sprache findet dies Niederschlag im Begriff „Kuckuckskind“, d. h. einem Kind, dessen sozialer Vater nicht der biologische ist, weil die Mutter es mit einem anderen Mann zeugte und das Kind und seinen sozialen Vater im Glauben ließ, miteinander blutsverwandt zu sein. In der englischen Sprache bedeutet das Verb „to cuckold“, jemanden Hörner aufzusetzen oder jemanden zum Hahnrei zu machen. In der englischen und französischen Sprache steht das Substantiv „cuckold“ beziehungsweise „cocu“ nicht nur für den Vogel, sondern auch für den Hahnrei oder betrogenen Ehemann. in der englischen Lyrik der elisabethanischen Zeit und der beginnenden Neuzeit wird der Kuckuck häufig der Nachtigall gegenübergestellt, weil sie verschiedene Formen von Liebe repräsentieren. Während die Nachtigall für wahre Hingebung steht, ist der Kuckuck das Symbol für treulose Lust.
Wegen seines oft „leidenschaftlich“ genannten Gesangs ist der Gackelkuckuck Gegenstand zahlreicher sogenannter Waka, traditioneller japanischer Gedichte. Bereits im Man’yōshū, der ersten großen japanischen Gedichtsammlung, dessen älteste Gedichte im 4. Jahrhundert entstanden, findet dies seinen Niederschlag. Auch in Westeuropa ist der Ruf des Kuckucks häufig mit dem Frühjahr assoziiert und der erste vernommene Kuckucksruf mit einer Reihe abergläubischer Handlungen verknüpft. In Afrika kündet dagegen der Einsiedlerkuckuck saisonale Veränderungen an. Er ist ein innenafrikanischer Zugvogel, dessen erstes Erscheinen in einer Region mit dem Beginn der Regenzeit zusammenfällt.

## Einzelbelege
1. ↑  Davies: Cuckoos, Cowbirds and Other Cheats. S. 14.
2. ↑  Erhitzøe, Mann, Brammer, Fuller: Cuckoos of the World. S. 455 und 468.
3. ↑  Erhitzøe, Mann, Brammer, Fuller: Cuckoos of the World. S. 455.
4. ↑  Erhitzøe, Mann, Brammer, Fuller: Cuckoos of the World. S. 459 und 468.
5. ↑  Erhitzøe, Mann, Brammer, Fuller: Cuckoos of the World. S. 473.
6. ↑  Erhitzøe, Mann, Brammer, Fuller: Cuckoos of the World. S. 463.
7. ↑  Erhitzøe, Mann, Brammer, Fuller: Cuckoos of the World. S. 456.
8. ↑  Erhitzøe, Mann, Brammer, Fuller: Cuckoos of the World. S. 449.
9. 1 2  Erhitzøe, Mann, Brammer, Fuller: Cuckoos of the World. S. 453.
10. ↑  Stanley Cramp, K. E. L. Simmons: Handbook or the Birds of Europe, the Middle East and North Africa: the Birds of the Western Palearctic. Vol. 4: Terns to Woodpeckers. Oxford University Press, 1985, ISBN 0-19-857507-6. S. 407.
11. 1 2  Davies: Cuckoos, Cowbirds and Other Cheats. S. 31 und 32.
12. ↑  Frode Fossøy, Michael D. Sorenson, Wei Liang, Torbjørn Ekrem, Arne Moksnes, Anders P. Møller, Jarkko Rutila, Eivin Røskaft, Fugo Takasu, Canchao Yang, Bård G. Stokke: Ancient origin and maternal inheritance of blue cuckoo eggs. In: Nature Communications, Band 7, Artikel Nummer 10272, 12. Januar 2016, doi:10.1038/ncomms10272.
13. ↑   Handbook of the Birds of the World zum Blasskuckuck, aufgerufen am 25. November 2017
14. ↑  Cocker, Tipling: Birds and People, S. 264.
15. ↑  Cocker, Tipling: Birds and People, S. 266.
16. ↑  Cocker, Tipling: Birds and People, S. 268.